# Kavimba
Kavimba is een dorp in het district North-West in Botswana. De plaats telt 549 inwoners (2011).